# BMW Serie 2 Gran Tourer
La  BMW Serie 2 Gran Tourer (sigla di progetto F46) è un’autovettura monovolume compatta di fascia media prodotta dalla casa automobilistica tedesca BMW dal 2015 al 2022. Si tratta di una versione a passo allungato della contemporanea e più compatta Serie 2 Active Tourer (sigla di progetto F45).

## Caratteristiche
Questo modello nasce sul pianale a trazione anteriore della Mini, utilizzato in seguito anche per altri modelli BMW. I motori, sia a benzina che diesel, erano compresi fra 1.5 e 2 litri di cilindrata, con potenze comprese fra 95 e 192 CV. Nel 2018 si è avuto un restyling di mezza età.